# François-Désiré Mathieu
Pour les articles homonymes, voir Mathieu.
À ne pas confondre avec Césaire Mathieu, un autre cardinal ayant vécu au XIXe siècle.

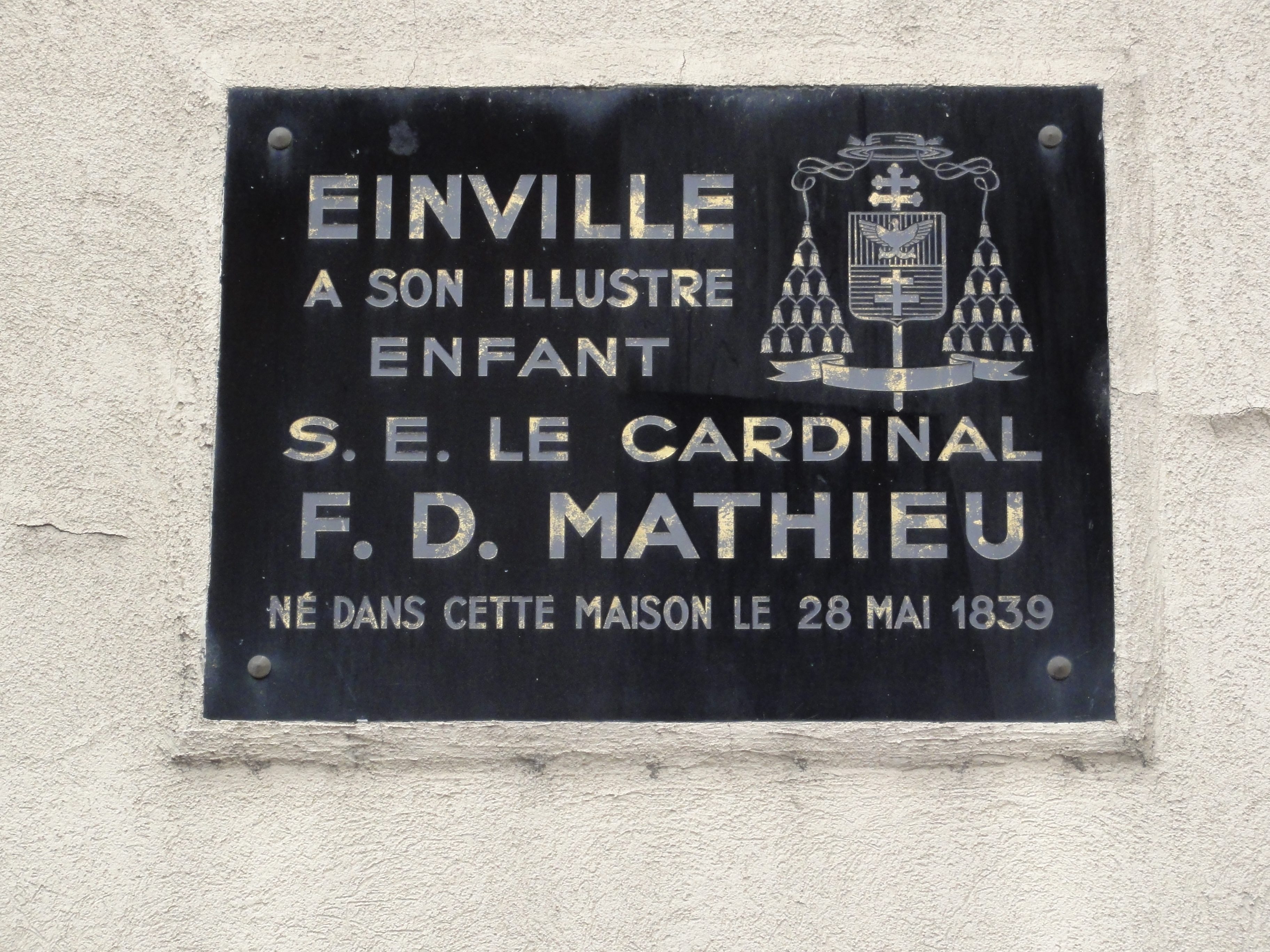
Plaque sur sa maison natale à Einville-au-Jard.

François-Désiré Mathieu, né à Einville-au-Jard le 27 mai 1839 et mort à Londres le 26 octobre 1908, est un évêque, cardinal et historien français.

## Études
François-Désiré Mathieu entre au Petit séminaire de Pont-à-Mousson en 1849 puis rejoint le Grand séminaire de Nancy de 1853 à 1857. Il obtient avec succès en août 1859 un baccalauréat-ès-Lettres (Académie de Strasbourg).
Il retourne au Grand séminaire en 1861 pour achever sa théologie.
En juillet 1867, il est licencié ès lettres à la Faculté des lettres de Nancy, puis est reçu docteur devant cette même faculté en décembre 1878.

## Carrière
De 1857 à 1861, alors encore séminariste, il est professeur au Petit séminaire de Pont-à-Mousson. Il enseigne de 1859 à 1860 au collège de Blâmont.
Ordonné prêtre le 30 mai 1863, François-Désiré Mathieu retourne au Petit séminaire de Pont-à-Mousson en tant que professeur d’histoire et de littérature, de 1860 à 1879.
En septembre 1879, il est nommé aumônier du pensionnat Saint-Dominique à Nancy.
Il est fait chanoine honoraire du chapitre de Nancy par Charles-François Turinaz en 1883.
En 1890, il quitte la charge d'aumônier du pensionnat pour la cure de l'église Saint-Martin de Pont-à-Mousson. Il conservera cette charge pastorale jusqu'à sa nomination épiscopale.
Nommé évêque d'Angers le 3 janvier 1893, préconisé le 19 janvier, il est sacré le 20 mars suivant par le cardinal Guillaume Meignan.
Il devient archevêque de Toulouse le 30 mai 1896 (nommé le 30 mai, préconisé le 25 juin), fonction qu'il occupe jusqu'au 27 novembre 1899.

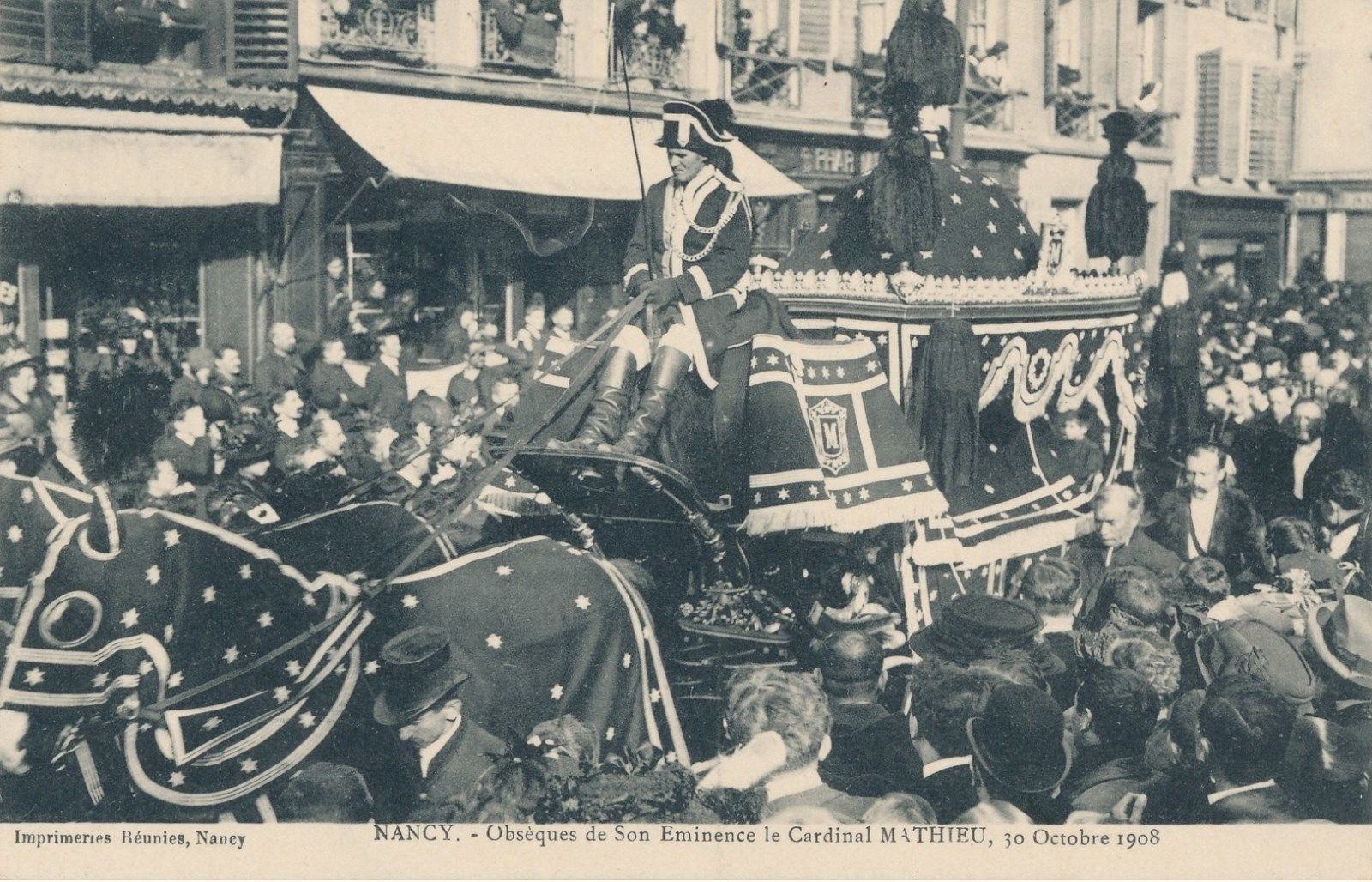
Obsèques du cardinal Mathieu le 30 octobre 1908.

Il est créé cardinal de curie par le pape Léon XIII au titre de cardinal-prêtre de Sainte-Sabine lors du consistoire du 18 juin 1899 et est appelé à Rome. Cette dignité lui vaut d'être élevé au canonicat d'honneur du chapitre de Nancy.
Il meurt au Congrès eucharistique de Londres le 26 octobre 1908. Ses funérailles sont célébrées en grande pompe à la cathédrale de Nancy. Joseph Rumeau, évêque d'Angers, prononce l'oraison funèbre. Il est enterré à Nancy au Cimetière du Sud.

## Académies
- élu à l'Académie de Stanislas[1] en 1880, il assure la charge de secrétaire en 1884-1885. Son portrait est visible dans la salle de réunion.
- élu mainteneur de l'Académie des Jeux floraux en 1898.
- reçu à l'Académie française en 1906.

## Famille
François-Désiré est l'unique fils de François Mathieu, né à Neufmaisons, ancien du collège de Vic et séminariste de Nancy, devenu cultivateur, brasseur et marchand de grains, et de Félicité George, fille de Françoise Marchal et Jean George, couple marié le 13 février 1798 à Bauzemont, mais installé depuis 1806 à Einville.
Son unique sœur aînée, Marie-Félicité, née en 1837 et décédée en 1907, était en religion la Très Révérende Mère Marie de Saint-François-de-Sales des Bénédictines du Très Saint-Sacrement de Saint-Nicolas-de-Port.
Le chanoine Paul Fiel (13 mai 1879, Ancerviller - 31 décembre 1939, Nancy) était son cousin. Tous deux entretiendront une correspondance suivie.

## Armoiries
Blasonnement : Coupé : au premier de gueules à l'alérion d'argent, au second d'azur à la croix de Lorraine d'or.
Ses armes sont très proches de celles d'Einville-au-Jard, son village natal.

## Principaux ouvrages
- L'Ancien Régime dans la province de Lorraine et Barrois, d'après des documents inédits (1698-1789). Thèse présentée à la faculté des lettres de Nancy (1878, 1907)
- Un prédicateur contemporain (1880)
- Un romancier lorrain du XIIe siècle (1883)
- Quelques pages de l'histoire ecclésiastique de la Lorraine au XIXe siècle (1884)
- Le Concordat de 1801, ses origines, son histoire, d'après des documents inédits (1903)[4]
- Les Derniers jours de Léon XIII et le conclave, par un témoin (1904)
- Œuvres oratoires (1910)
- Œuvres (1910-12)